# 2004年臺灣
|        | 臺灣歷史 \| 台灣歷史年表 |
| 世纪： | 20世纪臺灣 \| 21世纪臺灣 \| 22世纪臺灣 |
| 年代： | 1970年代臺灣 \| 1980年代臺灣 \| 1990年代臺灣 \| 2000年代臺灣 \| 2010年代臺灣 \| 2020年代臺灣 \| 2030年代臺灣                                           |
| 年份： | 1999年臺灣 \| 2000年臺灣 \| 2001年臺灣 \| 2002年臺灣 \| 2003年臺灣 \| 2004年臺灣 \| 2005年臺灣 \| 2006年臺灣 \| 2007年臺灣 \| 2008年臺灣 \| 2009年臺灣 |
| 纪年： | 甲申年（猴年）、中華民國93年 |

## 政府

### 國家正副元首

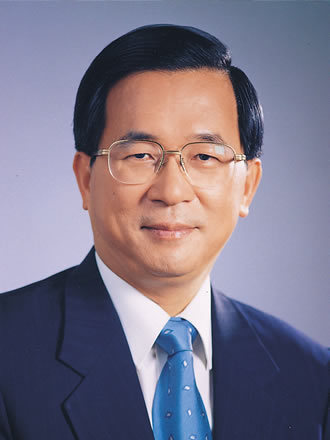
總統：陳水扁
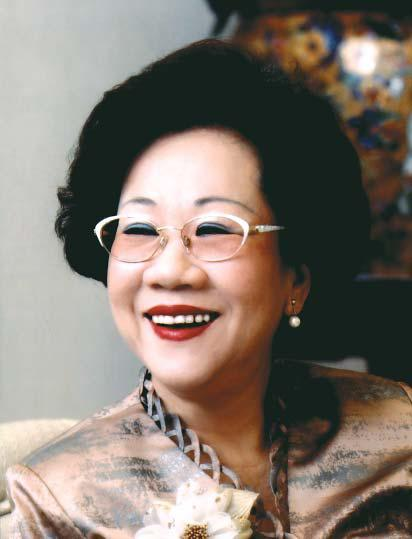
副總統：呂秀蓮

### 五院首長

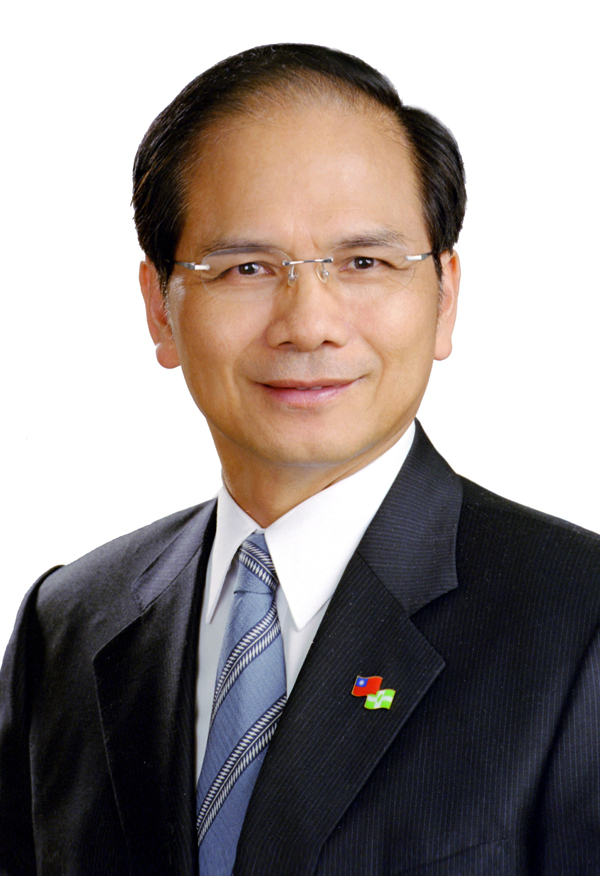
行政院院長：游錫堃
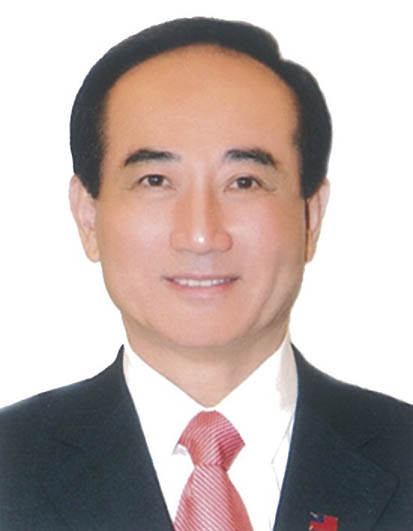
立法院院長：王金平
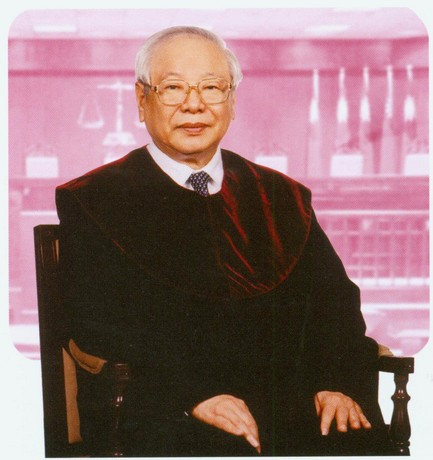
司法院院長：翁岳生
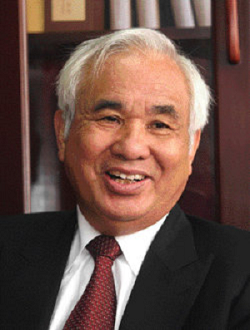
考試院院長：姚嘉文
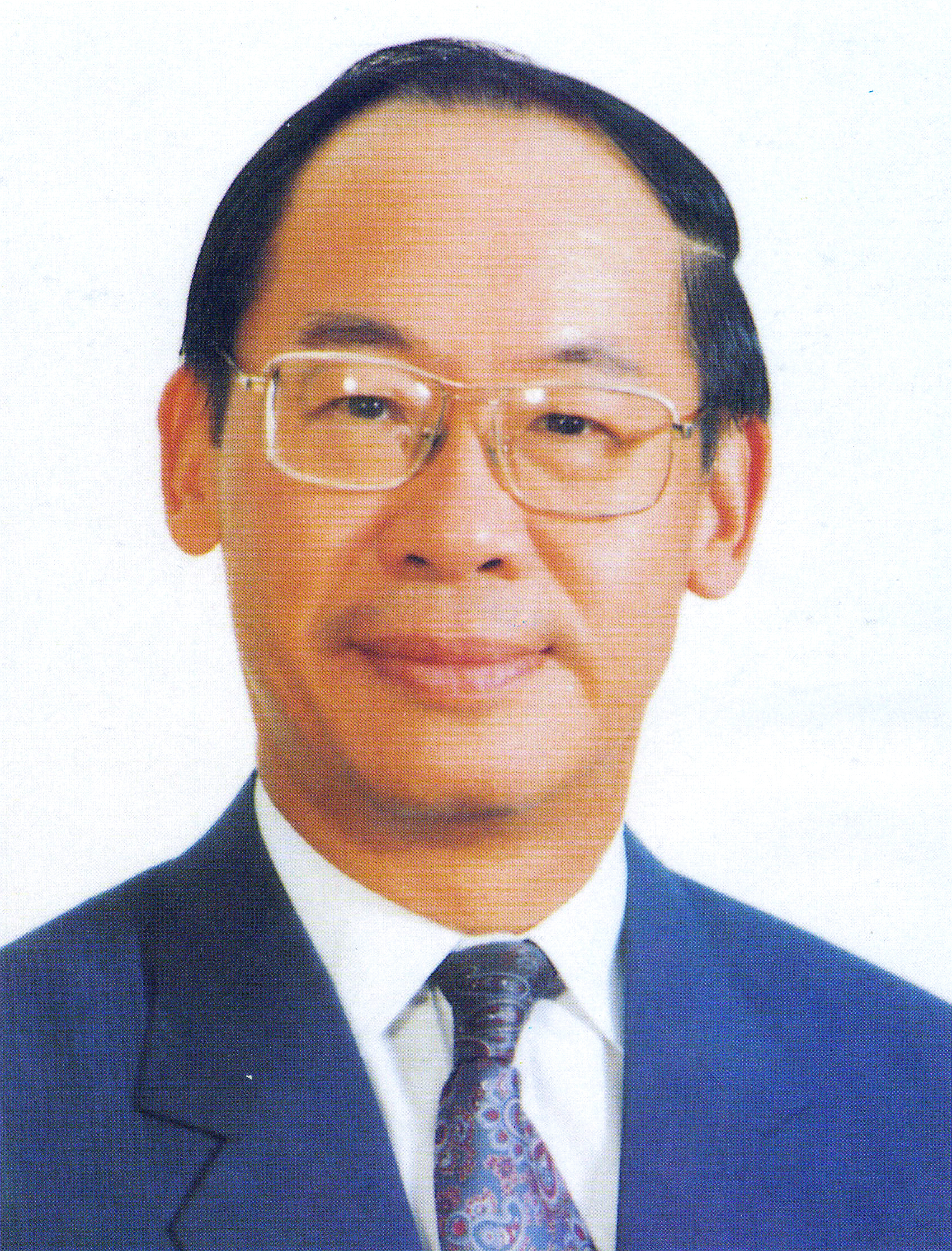
監察院院長：錢復

### 省政府主席

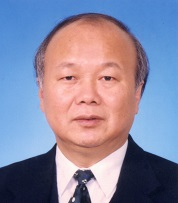
臺灣省政府主席：林光華
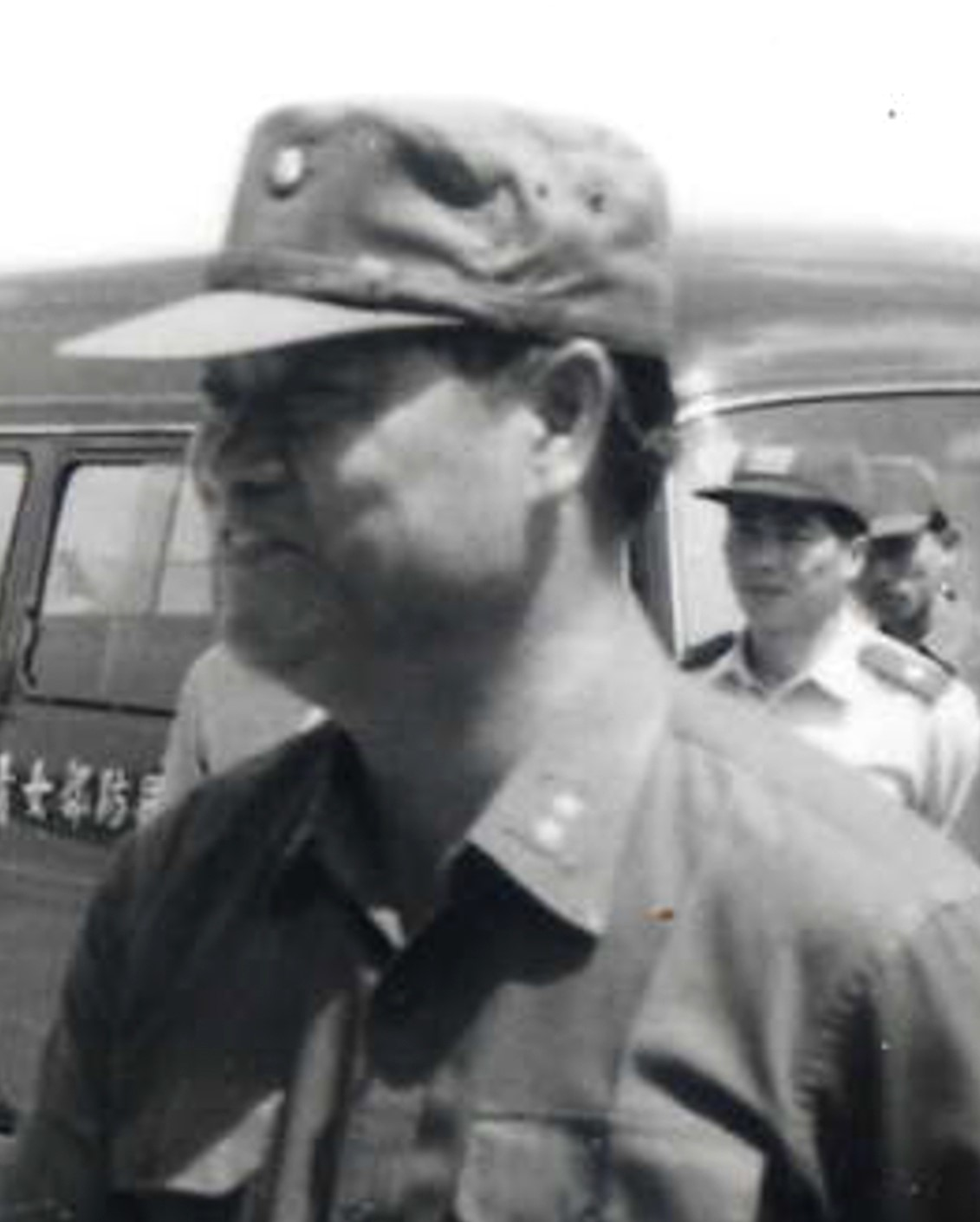
福建省政府主席：顏忠誠

### 成員變動

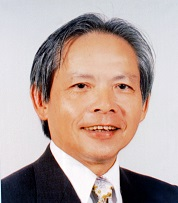
臺灣省政府主席：范光群（任期屆滿）

## 大事記

### 1月
- 1月1日：臺南市的中區與西區合併為中西區[1]。
- 1月11日，福爾摩沙高速公路（國道三號，又稱為第二高速公路）全線通車。
- 1月12日，彰化東外環道（即今台74甲線）全線通車。

### 2月
- 2月28日——舉行二二八手護台灣活動。

### 3月
- 3月19日，時任中華民國總統的陳水扁與副總統呂秀蓮在競選下一屆總統選舉活動的最後一天在臺南市遭到槍擊，史稱三一九槍擊事件。
- 3月20日，中華民國總統陳水扁以微小的差距險勝競爭對手連宋團隊而赢得選舉得以連任，中國國民黨等反對黨提出選舉無效和當選無效訴訟，當晚發生多起暴力活動。同時舉行的兩項公民投票都未獲通過。

### 4月
- 4月10日，泛藍再度發動「公投拚真相」集會，群眾前往凱達格蘭大道抗議。

### 5月
- 5月20日，陈水扁在臺北市中正區的總統府府內宣誓就任為中华民国第十一任总统。

### 6月
- 6月23日，中華民國公佈性別平等教育法。

### 7月
- 7月2日－7月4日，中度颱風敏督利夾帶旺盛西南氣流，造成七二水災，臺灣省的中南部損失慘重。
- 7月5日－7月11日，鯉魚潭水庫发生水閘門脫落事件，造成大臺中地區分區限水達6天之久。
- 7月8日，現居臺灣的蔣家後人决定在2005年春天将蒋介石与蒋经国的遗体在台北五指山公墓下葬。

### 8月
- 8月25日－9月12日，中度颱風艾利降下驚人雨量，石門水庫原水濁度暴增，造成桃園地區大停水達半個月。
- 8月26日，台灣跆拳道女將陳詩欣於雅典奧運跆拳道女子第一量級（49公斤級）為中華民國（台灣）奪下奧運參賽史上首面金牌；隨後登場比賽的朱木炎也替中華民國（台灣）奪得第二面奧運金牌。

### 9月
- 9月29日，北捷小碧潭支線全線正式通車啟用。

### 11月
- 11月4日，2004年中華民國總統大選當選無效之訴宣判，連戰、宋楚瑜敗訴。
- 11月26日，白米炸彈客—楊儒門自首，白米炸彈案結束

### 12月
- 12月4日，中度颱風南瑪都登陸南台灣，成為台灣氣象觀測史上唯一一個12月登陸的颱風。
- 12月31日，世界第一高樓台北101正式完工啟用。

## 出生
参见： 2004年出生
- 2月3日——宋瑞蓁：籃球運動員。
- 2月10日——吳岱凌：演員。
- 4月20日——鍾家駿：演員。
- 5月15日——魏浩倫：田徑運動員。
- 5月19日——林儷軒：啦啦隊員，是Rakuten Girls成員之一。
- 6月10日——洪敏暘：棒球選手。
- 7月6日——張俊生：籃球運動員。
- 7月22日——宋嘉翔：棒球捕手。
- 8月6日——沈昶宏：演員。
- 11月11日——彭若儀：演員。
- 11月22日——溫玄燁：演員，是溫玄煜之兄。
- 12月25日——鄭名斈：籃球運動員。

## 逝世
- 1月3日——陳夏雨，台灣雕塑家。
- 1月6日——楊明學，台灣作詞人。
- 1月29日——陳玉玲，台灣作家、教師。
- 2月7日——鈕先鍾，台灣軍事學者。
- 2月10日——黃任中，台灣企業家。
- 3月15日——王銘石，台灣牧師。
- 3月19日——許明薰，台灣田徑教練、文史工作者。
- 3月25日——詹冰，台灣作家。
- 4月5日——袁哲生，台灣作家。
- 4月17日——霍劍平，台灣籃球運動員。
- 5月3日——釋慧印，台灣佛教出家眾，是艋舺龍山寺末代住持。
- 5月12日——沈登恩，台灣出版家，是遠景出版社創辦人。
- 5月13日——釋開豐，台灣佛教出家眾，是龍發堂創辦人。
- 6月16日——楊基銓，經濟及金融官僚。曾任經濟部常務次長、華南銀行董事長。（1918年出生）
- 6月25日——張敏生，台灣醫師、集郵家。
- 6月26日——姚鳳磐，台灣電影導演。
- 7月1日——石乃文，台灣電視演員。
- 7月11日——董進雄，台灣慈善家。
- 7月20日——汪豐富，台灣醫師。
- 7月28日——高慈美，台灣鋼琴家。
- 8月4日——簡月娥，台灣歌手。
- 8月14日——徐子婷，台灣模特兒，是應采靈的長女。
- 8月15日——吳佩珍
- 8月20日——林玉山，畫家。與陳進、郭雪湖合稱「台展三少年」。（1907年出生）
- 8月27日——梁肃戎，中国国民党元老，前立法院院長
- 8月30日——蘇洪月嬌，台灣政治人物。
- 9月16日——傅培梅，台灣烹飪節目主持人。
- 9月27日——蔡萬霖，台灣首富，霖園集團創辦人。（1924年出生）
- 10月27日——賴高山，台灣畫家、漆藝家。
- 10月30日：梁弘志，台灣知名音樂人
- 12月6日——王裕民，台灣藝術史研究者、大學教師。
- 12月11日——陳河東，台灣企業家。
- 12月15日：蔣方良，中華民國總統蔣經國的夫人
- 12月20日——李潼，台灣作家、作詞人。
- 12月30日——李志鵬，台灣法學學者、政治人物。